# Cantalupo Ligure
Cantalupo Ligure (Cantalov in piemontese, Cantalòvvo in ligure) è un comune italiano di 439 abitanti della provincia di Alessandria, in Piemonte, situato sulla destra del torrente Borbera, nell'alta valle.

## Origini del nome
Ci sono discordanze sull'origine del nome. Alcuni studiosi pensano che derivi da un posto dove ululavano i lupi, altri studiosi pensano che derivi dalla radice parola preindoeuropea kantl-op "acqua dalla sorgente". Secondo altri prende nome da Campus ad Lucum (Campo presso il Bosco).

## Storia
Il castello di Borgo Adorno fu feudo della famiglia genovese degli Spinola fino al 1518, anno in cui Tolomeo Spinola rimase senza figli legittimi e istituì suoi eredi i figli dell'amico Agostino Adorno. Verso la fine del secolo XVII il castello subì danni a causa di una frana. Il marchese Luigi Botta Adorno fece allora parzialmente abbattere l'antico castello e costruì l'attuale palazzo signorile.
Il marchesato di Cantalupo e Dernice fu istituito nel 1313 a favore degli Spinola di Luccoli con le ville di Prato, Castelstarino, Coloni, Arborelli, Zebedassi, agoprino, una quota della signoria di Montacuto acquisita nel 1686, Nel 1706 passa sotto il protettorato dei Savoia, mentre nel 1776 Dernice è ceduta ai conti Sfondrati della Riviera.
Nel 1863 il comune di Cantalupo assunse la nuova denominazione di "Cantalupo Ligure" a seguito del fatto che dopo l'unificazione esistevano in Italia tre comuni col nome di Cantalupo; quello in provincia di Perugia assunse il nome di Cantalupo in Sabina, quello nel Molise il nome di Cantalupo nel Sannio ed infine in provincia di Alessandria Cantalupo Ligure.
La frazione di Pertuso nell'agosto 1944 fu teatro della battaglia di Pertuso, uno degli episodi più importanti della Resistenza italiana che ebbero luogo sull'appennino ligure-alessandrino. Per tre giorni un distaccamento partigiano della Divisione Cichero e un gruppo di contadini del posto, armati con fucili da caccia, tennero testa a un consistente contingente di nazisti, Guardia Nazionale Repubblicana e Mongoli che tentavano di penetrare in Val Borbera. Quell'episodio segnò l'inizio della presenza partigiana nella vallata, che diventò una delle basi più importanti dello schieramento partigiano nell'entroterra di Genova.
 Una stele è stata eretta in omaggio alla Divisione Pinan-Cichero nella stessa frazione Pertuso.

### Simboli
Lo stemma adottato dal Comune, privo di formale decreto di concessione, è rappresentato da una torre di colore grigio su sfondo di azzurro, fondata su campagna di verde. Il gonfalone è un drappo di azzurro.

### Onorificenze
Cantalupo Ligure è tra le città decorate al valor militare per la guerra di liberazione, insignita della medaglia di bronzo al valor militare per i sacrifici delle sue popolazioni e per l'attività nella lotta partigiana durante la seconda guerra mondiale:

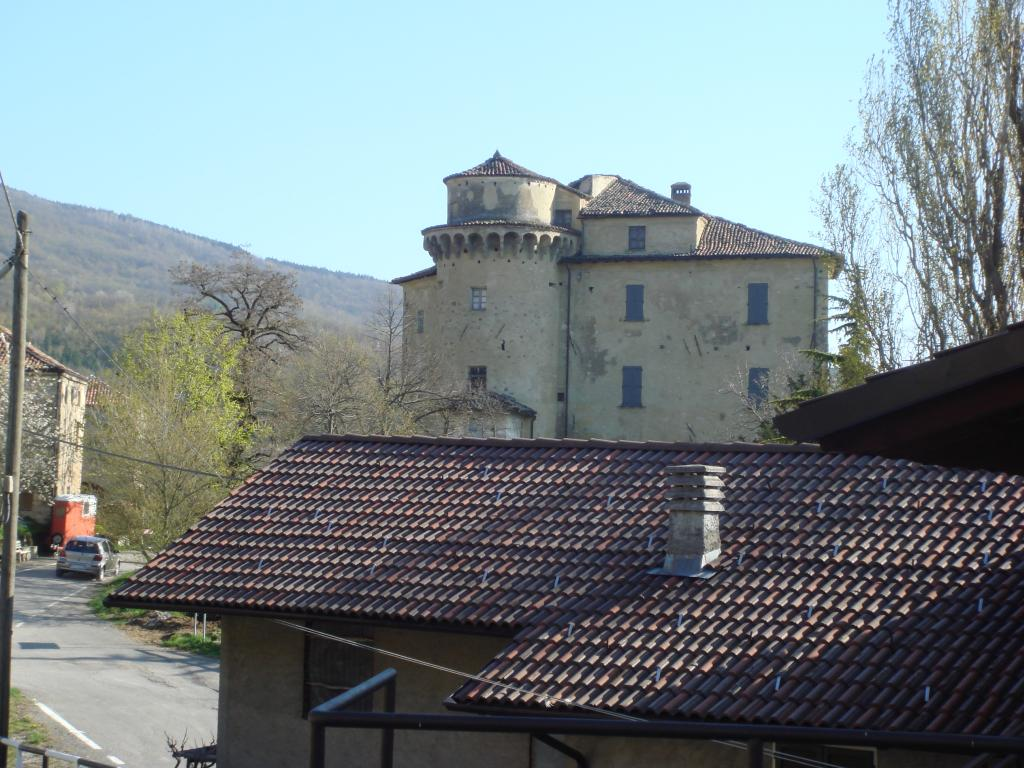
Il castello di Borgo Adorno

## Monumenti e luoghi d'interesse
- Chiesa di Santa Caterina, parrocchiale del capoluogo comunale

- Castello di Borgo Adorno.

## Società

### Evoluzione demografica
Abitanti censiti

Nel paese, secondo il censimento ISTAT del 31/12/2007, vivevano 17 stranieri, di cui 7 indiani e 5 marocchini.

## Cultura
Questo paese fa parte del territorio culturalmente omogeneo delle Quattro province (Alessandria, Genova, Pavia, Piacenza), caratterizzato da usi e costumi comuni e da un importante repertorio di musiche e balli molto antichi. Strumento principe di questa zona è il piffero appenninico che accompagnato dalla fisarmonica, e un tempo dalla müsa (cornamusa appenninica), guida le danze e anima le feste.

## Amministrazione
Di seguito è presentata una tabella relativa alle amministrazioni che si sono succedute in questo comune.
| Periodo        | Periodo        | Primo cittadino       | Partito                             | Carica  | Note  |
| -------------- | -------------- | --------------------- | ----------------------------------- | ------- | ----- |
| 20 giugno 1985 | 25 maggio 1990 | Mario Carniglia       | Democrazia Cristiana                | Sindaco | [ 8 ] |
| 25 maggio 1990 | 24 aprile 1995 | Mario Carniglia       | Democrazia Cristiana                | Sindaco | [ 8 ] |
| 24 aprile 1995 | 14 giugno 1999 | Mario Carniglia       | centro-sinistra                     | Sindaco | [ 8 ] |
| 14 giugno 1999 | 14 giugno 2004 | Mario Carniglia       | lista civica                        | Sindaco | [ 8 ] |
| 14 giugno 2004 | 8 giugno 2009  | Gian Piero Daglio     | lista civica                        | Sindaco | [ 8 ] |
| 8 giugno 2009  | 26 maggio 2014 | Gian Piero Daglio     | lista civica                        | Sindaco | [ 8 ] |
| 26 maggio 2014 | 27 maggio 2019 | Gian Piero Daglio     | lista civica Nuovo impegno          | Sindaco | [ 8 ] |
| 27 maggio 2019 | 9 giugno 2024  | Pierluigi Debenedetti | lista civica Insieme per cambiare   | Sindaco | [ 8 ] |
| 9 giugno 2024  | in carica      | Pierluigi Debenedetti | lista civica Insieme per continuare | Sindaco | [ 8 ] |

## Galleria d'immagini

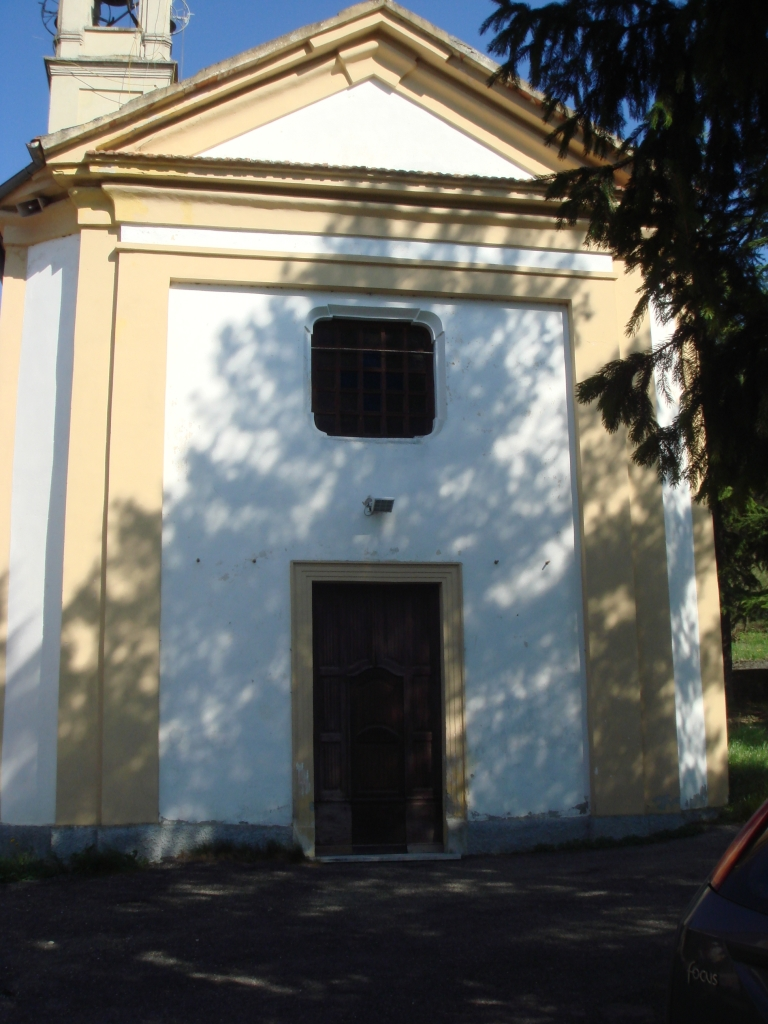
Facciata della chiesa parrocchiale della frazione Pallavicino
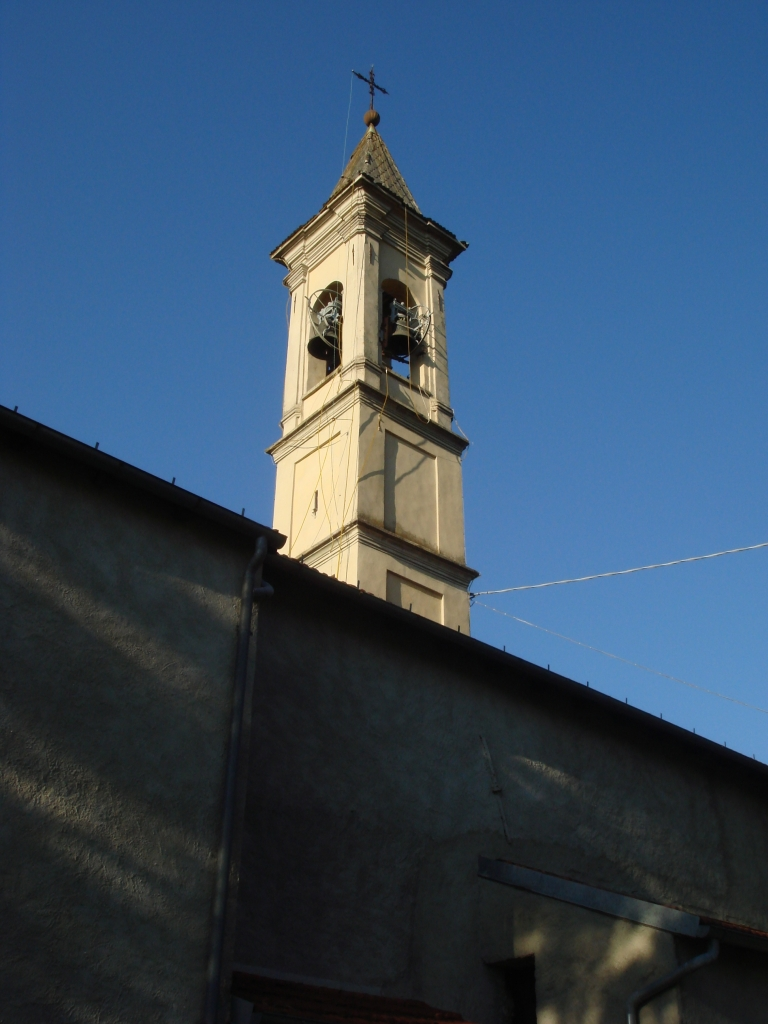
Particolare del campanile della chiesa di Pallavicino
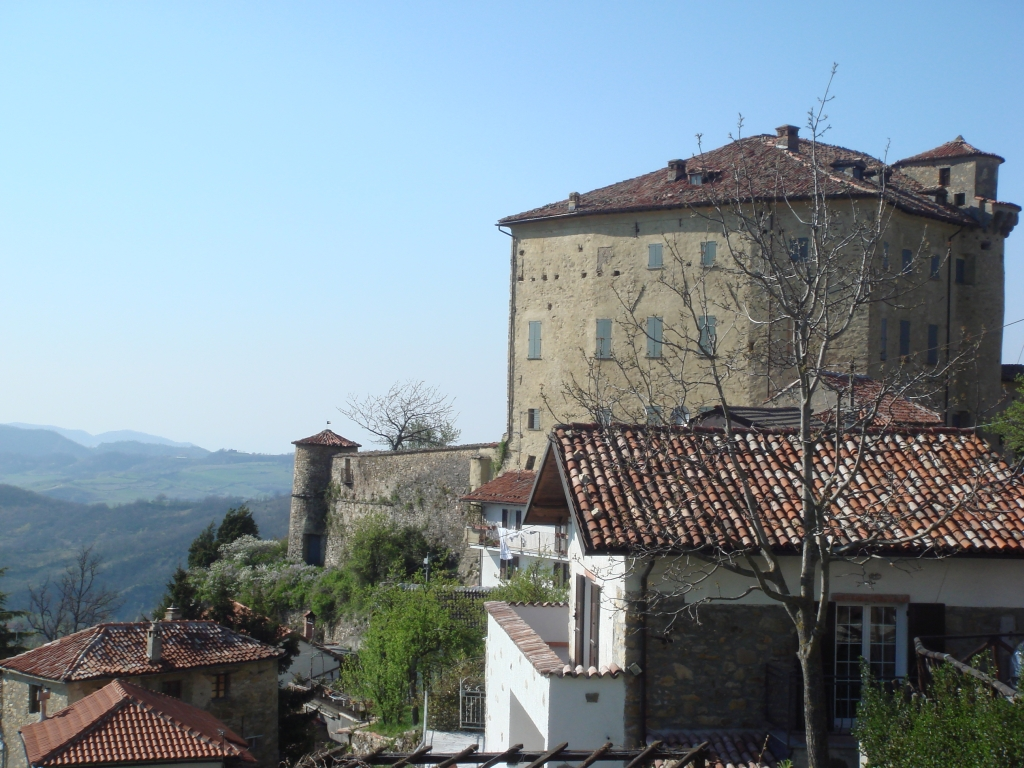
Lato sud del castello di Borgo Adorno
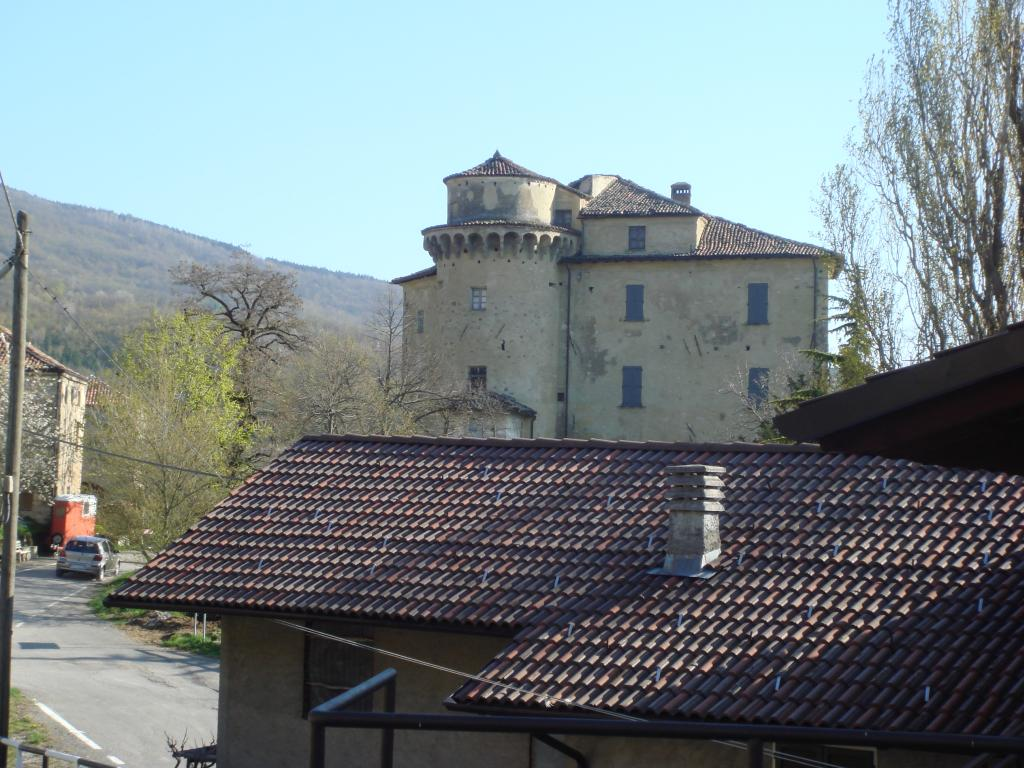
Lato nord del castello di Borgo Adorno